# 釜石小川テレビ中継局
釜石小川テレビ中継局（かまいしこがわテレビちゅうけいきょく）は、岩手県釜石市にあったアナログテレビ放送中継局。

## 所在地
- 釜石市住吉町（小川町東方高地）

## 中継局概要
| 放送局名              | チャンネル   | 空中線電力           | 実効放射電力        | 放送対象地域 | 放送区域内世帯数 |
| NHK盛岡教育テレビ     | 51ch         | 映像500mW /音声125mW | 映像2.9W /音声740mW | 全国         | 不明             |
| NHK盛岡総合テレビ     | 53ch         | 映像500mW /音声125mW | 映像2.9W /音声740mW | 岩手県       | 不明             |
| IBC岩手放送           | 55ch         | 映像500mW /音声125mW | 映像2.9W /音声740mW | 岩手県       | 不明             |
| TVIテレビ岩手         | 57ch         | 映像500mW /音声125mW | 映像2.9W /音声740mW | 岩手県       | 不明             |
| mit岩手めんこいテレビ | 59ch         | 映像500mW /音声125mW | 映像2.9W /音声740mW | 岩手県       | 不明             |
| IAT岩手朝日テレビ     | 中継局未設置 | 中継局未設置         | 中継局未設置        | 中継局未設置 | 中継局未設置     |

## 放送エリア・その他
- 釜石中継局からの電波が届きにくい釜石市小川町地区をカバーしていた。
- なお、IAT岩手朝日テレビは当地に中継局を置いていないため、釜石中継局などを受信していた。
- デジタルテレビ放送の中継局は非該当のため、当テレビ中継局は、2011年7月24日で廃局となる予定だったが、同年3月11日に発生した東北地方太平洋沖地震（東日本大震災）の影響により、アナログ波停波が2012年3月31日まで延期された。